# Movimiento Europeo Alemania
El Movimiento Europeo Alemania (Europäische Bewegung Deutschland, EBD) es una asociación con sede en Berlín que engloba organismos y grupos de interés que trabajan en el ámbito de la política europea; financiada por el Ministerio de Asuntos Exteriores de Alemania.
El Movimiento Europeo Alemania cuenta con 226 entidades miembro, que representan diferentes grupos de interés.
Desde 2003 Bernd Hüttemann es secretario general del Movimiento Europeo Alemania.
Los presidentes de honor son Hans-Dietrich Genscher, Philipp Jenninger, Annemarie Renger, Walter Scheel, Rita Süssmuth, Wolfgang Thierse y Monika Wulf-Mathies.
El Movimiento Europeo Alemania se constituyó el 13 de julio de 1949 como Consejo Federal Alemán del Movimiento Europeo Internacional, una organización internacional de colectivos, minorías críticas y creativas, movimientos sociales que luchan por construir nuevos derechos sociales, por una nueva Europa, cosmopólita, portadora de una nueva justicia social.

## Presidentes
| 1949–1951 | Paul Löbe              |
| 1951-1953 | Eugen Kogon            |
| 1954-1958 | Ernst Friedlaender     |
| 1958-1966 | Hans Furler            |
| 1966-1976 | Ernst Majonica         |
| 1976–1980 | Horst Seefeld          |
| 1980-1985 | Walter Scheel          |
| 1985-1990 | Philipp Jenninger      |
| 1990-1992 | Annemarie Renger       |
| 1990-1994 | Hans-Dietrich Genscher |
| 1994-1998 | Rita Süssmuth          |
| 1998-2000 | Wolfgang Thierse       |
| 2000-2006 | Monika Wulf-Mathies    |
| 2006-2012 | Dieter Spöri           |
| 2012-     | Rainer Wend            |

## Secretarios generales
| 1949–1952 | Walter Hummelsheim   |
| 1952-1961 | Ernst Günter Focke   |
| 1961-1963 | Berthold Finkelstein |
| 1963-1970 | Karlheinz Koppe      |
| 1970-1991 | Gerhard Eickhorn     |
| 1991–1994 | Horst Brauner        |
| 1994-2002 | Hartmut Marhold      |
| 2002-2003 | Axel Schäfer         |
| 2003-     | Bernd Hüttemann      |

## Otras personas importantes
Elly Heuss-Knapp (política alemana y esposa de Theodor Heuss, primer presidente de la República Federal de Alemania) fue vicepresidenta en 1949.